# Municipio de Lincoln (condado de Pawnee)
El municipio de Lincoln (en inglés: Lincoln Township) es un municipio ubicado en el condado de Pawnee en el estado estadounidense de Kansas. En el año 2010 tenía una población de 24 habitantes y una densidad poblacional de 0,26 personas por km².

## Geografía
El municipio de Lincoln se encuentra ubicado en las coordenadas 38°17′55″N 99°24′33″O / 38.29861, -99.40917. Según la Oficina del Censo de los Estados Unidos, el municipio tiene una superficie total de 93.34 km², de la cual 93,23 km² corresponden a tierra firme y (0,12 %) 0,11 km² es agua.

## Demografía
Según el censo de 2010, había 24 personas residiendo en el municipio de Lincoln. La densidad de población era de 0,26 hab./km². De los 24 habitantes, el municipio de Lincoln estaba compuesto por el 95,83 % blancos, el 4,17 % eran de otras razas. Del total de la población el 4,17 % eran hispanos o latinos de cualquier raza.